# Empire serbe
1346–1371
Entités précédentes :
- Rascie
- Empire byzantin

Entités suivantes :
- Principauté de Serbie moravienne
- Royaume de Zeta
- Despotat de Vuk Branković (Kosovo)
- Banat de Bosnie
- Empire de Simeon Nemanjić (1356)
- Royaume de Vukašin Mrnjavčević (Macédoine du Vardar) (1365)

L'Empire serbe (en serbe : Српско Царство, Srpsko Carstvo) est un empire médiéval dans les Balkans, qui s'est construit autour du royaume de Serbie au XIVe siècle, sous l'impulsion de l'avant-dernier souverain de la dynastie Nemanjić.
L'Empire serbe a existé de 1346 à 1371, il s'est alors divisé en plusieurs royaumes, avec à leur tête des souverains et généraux serbes.
Sous le règne de Dušan, la Serbie était la principale puissance des Balkans et un empire multilingue qui s'étendait du Danube au golfe de Corinthe, avec sa capitale à Skopje. Il a également promu l'archevêché serbe au patriarcat serbe. Son fils et successeur, Uroš le Faible, a perdu la majeure partie du territoire conquis par Dušan, d'où son épithète. 
L'Empire serbe a effectivement pris fin avec la mort d'Uroš V en 1371 et l'éclatement de l'État serbe. Certains de ses successeurs ont revendiqué le titre d'empereur dans certaines parties de la Serbie jusqu'en 1402, mais le territoire en Grèce n'a jamais été récupéré.

## Établissement

En beige l'Empire serbe sous l'empereur Stefan Uroš IV Dušan dans le contexte de l'époque.

En 1345,  les joupans bulgares et serbes de Macédoine, les archontes valaques de Thessalie, le despotat d'Épire, l'Empire byzantin faiblissant et les principautés occidentales (« franques » et catalanes) de Grèce se disputent le Sud des Balkans, alors que les Turcs sont déjà en face de Constantinople. 
Stefan Dušan était le fils du roi serbe Stefan Dečanski (r. 1322-1331). Après l'accession de son père au trône, Dušan a reçu le titre de « jeune roi ». Bien que ce titre ait un pouvoir important dans la Serbie médiévale, Stefan voulait que son fils cadet, Simeon Uroš, hérite de lui à la place de Dušan. Cependant, Dušan avait un soutien important de la majeure partie de la noblesse serbe, y compris l'archevêque serbe Danilo, et certains des généraux les plus fiables du roi, tels que Jovan Oliver Grčinić. Les tensions ont lentement augmenté entre le roi et son fils, surtout après la bataille de Velbužd, où Dušan a montré ses capacités militaires, et elles semblent avoir culminé lorsque le roi Stefan a attaqué Zeta, une province de Serbie où Dušan régnait de manière autonome, cela étant une tradition serbe pour les héritiers de gouverner cette province. Conseillé par la noblesse, Dušan a ensuite marché de Zeta à Nerodimlje, où il a assiégé son père et l'a forcé à abandonner le trône. Stefan a ensuite été emprisonné dans la forteresse de Zvečan, où il est mort.
En 1333, Dušan lança une grande attaque contre l'empire byzantin, alors gouverné par l'ambitieux empereur Andronic III Paléologue, avec l'aide d'un général byzantin déserteur, Syrgian. Dušan a rapidement conquis les villes d' Ohrid, Prilep et Kastoria, et a tenté d'assiéger Thessalonique en 1334, mais a été empêché de conquérir la ville par la mort de Syrgian, qui avait été assassiné par un espion byzantin. Syrgian était une figure clé de l'armée de Dušan, car il avait acquis une grande réputation en Grèce, convainquant les citoyens grecs de rendre des villes plutôt que de combattre les armées de Dušan.
En 1345, Dušan le Puissant avait étendu son état pour couvrir la moitié des Balkans, plus de territoire que l'Empire byzantin ou le Second Empire bulgare à cette époque. Par conséquent, en 1345, à Serres, Dušan se proclama « Tsar » (« César »). Le 16 avril 1346, à Skopje (ancienne capitale bulgare), il se fit couronner « Empereur des Serbes et des Grecs », titre signifiant une prétention à la succession de l'Empire byzantin. En tant qu'empereur, il se réclame « maître des biens que Dieu avait donnés à Constantin Ier le Grand », donc potentiellement de l'ensemble des territoires de l'Empire byzantin à son apogée. La cérémonie a été célébrée par le patriarche serbe nouvellement élevé Joanikije II, le patriarche bulgare Siméon et Nicolas, l'archevêque d'Ohrid. Dans le même temps, Dušan fit couronner son fils Uroš comme roi des Serbes et des Grecs, lui donnant un règne nominal sur les terres serbes, bien que Dušan gouvernait tout l'État, avec une responsabilité particulière pour les terres romaines (byzantines) nouvellement acquises. Ces actions, que les Byzantins ont accueillies avec indignation, semblent avoir été soutenues par l'Empire bulgare et le tsar Ivan Alexandre, car le patriarche de Bulgarie Siméon avait participé à la fois à la création du patriarcat serbe de Peć et au couronnement impérial de Stefan Uroš IV Dusan. Dusan a fait alliance avec le tsar bulgare Ivan Alexandre, épousant sa sœur Helena.
Dès lors, l'Empire serbe s'étend du Danube jusqu'au centre de la Grèce et de l'Adriatique à la mer Égée, englobant l'ancien despotat d'Épire, l'ensemble de la Macédoine et de la Thessalie, et ne laissant à l'Empire byzantin (réduit à la Thrace et à quelques îles grecques) que Thessalonique et l'Ouest de la Chalcidique.

## Règne de Stefan Dušan
Le tsar Dušan a doublé la taille de l'État serbe, s'emparant de territoires dans toutes les directions, en particulier au sud et au sud-est. La Serbie détenait des parties de la Bosnie-Herzégovine moderne, de la Serbie morave, du Kosovo, de Zeta, de la Macédoine du Nord moderne, de l'Albanie moderne et de la moitié de la Grèce moderne. Il n'a pas mené une seule bataille sur le terrain, remportant plutôt son empire en assiégeant des villes. Dušan a entrepris une campagne contre l'Empire byzantin, qui tentait d'éviter une détérioration de la situation après la destruction causée par la quatrième croisade. Dušan s'empara rapidement de la Thessalie, de l'Albanie, de l'Épire et de la majeure partie de la Macédoine.
Après avoir assiégé l'empereur à Salonique en 1340, il imposa un traité assurant la souveraineté de la Serbie sur des régions s'étendant du Danube au golfe de Corinthe, de la mer Adriatique à la rivière Maritsa, et comprenant des parties du sud de la Bulgarie jusqu'aux environs d'Andrinople. La Bulgarie ne s'était jamais complètement remise depuis sa défaite face aux Serbes à la bataille de Velbazhd. Le résultat de la bataille a façonné l'équilibre des pouvoirs dans les Balkans pour les prochaines décennies à venir et bien que la Bulgarie n'ait pas perdu de territoire, les Serbes ont pu occuper une grande partie de la Macédoine. Le tsar bulgare Ivan Alexander, dont la sœur Helena Dušan s'est mariée plus tard, est devenu son allié entre 1332 et 1365. Dušan régnait sur la majeure partie centrale de la péninsule balkanique. Il donna refuge à l'ancien régent de l'Empire byzantin, Jean VI Cantacuzène, en révolte contre le gouvernement, et accepta une alliance.
En 1349 et 1354, Dušan a promulgué un ensemble de lois connues sous le nom de Code de Dušan. Le Code était basé sur la loi romano-byzantine et la première constitution serbe, le Nomocanon de Saint-Sava (1219). C'était un système de droit civil et canonique, basé sur les conciles œcuméniques, pour le fonctionnement de l'État et de l'Église orthodoxe serbe. En 1355, Dušan commença les préparatifs militaires pour de nouvelles campagnes dans le sud et l'est, mais mourut subitement d'une maladie inconnue en décembre 1355.

### Expansion en Bosnie et en Dalmatie
Bordant la Serbie à l'ouest se trouvait le banat de Bosnie, gouverné par Stjepan II Kotromanic. Sous le règne du père de Dušan, Stefan Dečanski, Stjepan étendit son règne aux provinces serbes de Hum et de Krajina, qui s'étendaient de Dubrovnik à l'est jusqu'à la rivière Cetina à l'ouest, Dušan, occupé par ses conquêtes au sud, tenta de résoudre ce différend territorial par la diplomatie, mais cela n'a pas réussi, car Stjepan a continuellement refusé ou ignoré les demandes de Dušan, comptant sur l'aide de son protecteur hongrois, le roi Louis Ier.
Cependant, la situation a changé lorsque Louis a signé un traité avec Dušan, afin qu'il puisse attaquer le royaume de Naples sans que Dušan ne l'attaque par le sud. Stjepan, sentant que sa position à Hum et en Krajina devient de plus en plus difficile à défendre, a commencé à construire des forteresses autour de la rivière Neretva, pour renforcer sa présence et est même allé jusqu'à attaquer la province serbe de Travunia, atteignant aussi loin que Kotor. Dušan ne pouvait pas tolérer cela, alors il marcha avec son armée vers l'ouest.
Dušan a dirigé 50 000 fantassins et 30 000 cavaliers à travers la frontière bosniaque. Stjepan, sachant qu'il ne pouvait pas faire face à une telle force, a choisi de battre en retraite devant elle dans l'espoir de mener l'armée serbe sur un terrain difficile, où il pourrait potentiellement les combattre. Cependant, cela n'a pas fonctionné parce que la noblesse bosniaque et même certains des propres soldats de Stjepan, mécontents de son règne, ont commencé à faire défection vers Dušan. Dušan atteignit bientôt Bobovac, la capitale de la Bosnie, qu'il assiégea. Le Ban bosniaque s'est enfuie en Hongrie et la Bosnie a été laissée ouverte à la conquête de Dušan.
Il laissa une partie de son armée pour continuer à assiéger Bobovac ; envoya une autre partie pour conquérir la région de Krajina, tandis qu'il dirigea lui-même une troisième partie pour conquérir Hum. Puis, après avoir conquis Hum, Dušan entre en Dalmatie, afin de sécuriser les domaines de sa sœur. Sa sœur, Jelena Nemanjic-Subic, était mariée au ban de Croatie, Mladen Subic, qui mourut de la peste en 1348, laissant ses terres à sa femme. Après sa mort, les Hongrois et les Vénitiens ont tous deux continuellement essayé de prendre le contrôle de ces terres, alors Dušan est entrée en Dalmatie pour protéger les domaines légaux de sa sœur. Il a été accueilli comme un libérateur à Sibenik et à Trogir, mais alors que l'empereur byzantin Jean Cantacuzène a attaqué Dušan par le sud, capturant la ville de Veria et Edessa, Dušan a été contraint de battre en retraite et de le repousser. Alors qu'il était sur le chemin du retour, il fut accueilli et prépara un grand festin à Dubrovnik, où sa femme séjourna quelque temps.
On ne sait pas si Dušan a gardé le contrôle de ces terres. Certains historiens disent que Stephen Kotromanic est revenu et a repris le contrôle de la Bosnie, mais les sources ne mentionnent rien de lui après les conquêtes de Dušan, jusqu'à sa mort à la fin de 1353. Dušan a très probablement gardé le contrôle de la Dalmatie, car après ses conquêtes, le monastère orthodoxe serbe de Krka a été construit dans cette région. En outre, il envoie 2 unités militaires sous le commandement de ses généraux Đuraš Ilijić et Palman Bracht pour protéger les villes dalmates de Klis et Skradin en 1355. Djuras Ilijic a rendu Skradin aux Vénitiens quelque temps après la mort de Dušan, le 10 janvier 1356, et Klis a été conquise par le général croate Nikola Banic pour le roi hongrois quelque temps après 1356, mettant fin à la présence serbe en Dalmatie.

### Règne deStefan UrošV
Dušan a été remplacé par son fils, Stefan Uroš V, appelé « le faible », un terme qui décrivait également l'empire qui glissait lentement dans l'anarchie féodale. L'échec à consolider ses possessions après une conquête soudaine a conduit à la fragmentation de l'empire. La période est marquée par la montée d'une nouvelle menace : le sultanat turc ottoman s'étend progressivement de l'Asie à l'Europe et conquiert d'abord la Thrace byzantine, puis les autres États balkaniques. Trop incompétent pour soutenir l'empire créé par son père, Stefan V ne pouvait ni repousser les attaques d'ennemis étrangers ni combattre l'indépendance de sa noblesse. L'empire de Stefan V s'est fragmenté en un conglomérat de principautés, dont certaines n'ont même pas reconnu nominalement son règne. Stefan Uroš V mourut sans enfant le 4 décembre 1371, après qu'une grande partie de la noblesse serbe eut été tuée par les Turcs ottomans lors de la bataille de Maritsa.

## Déclin

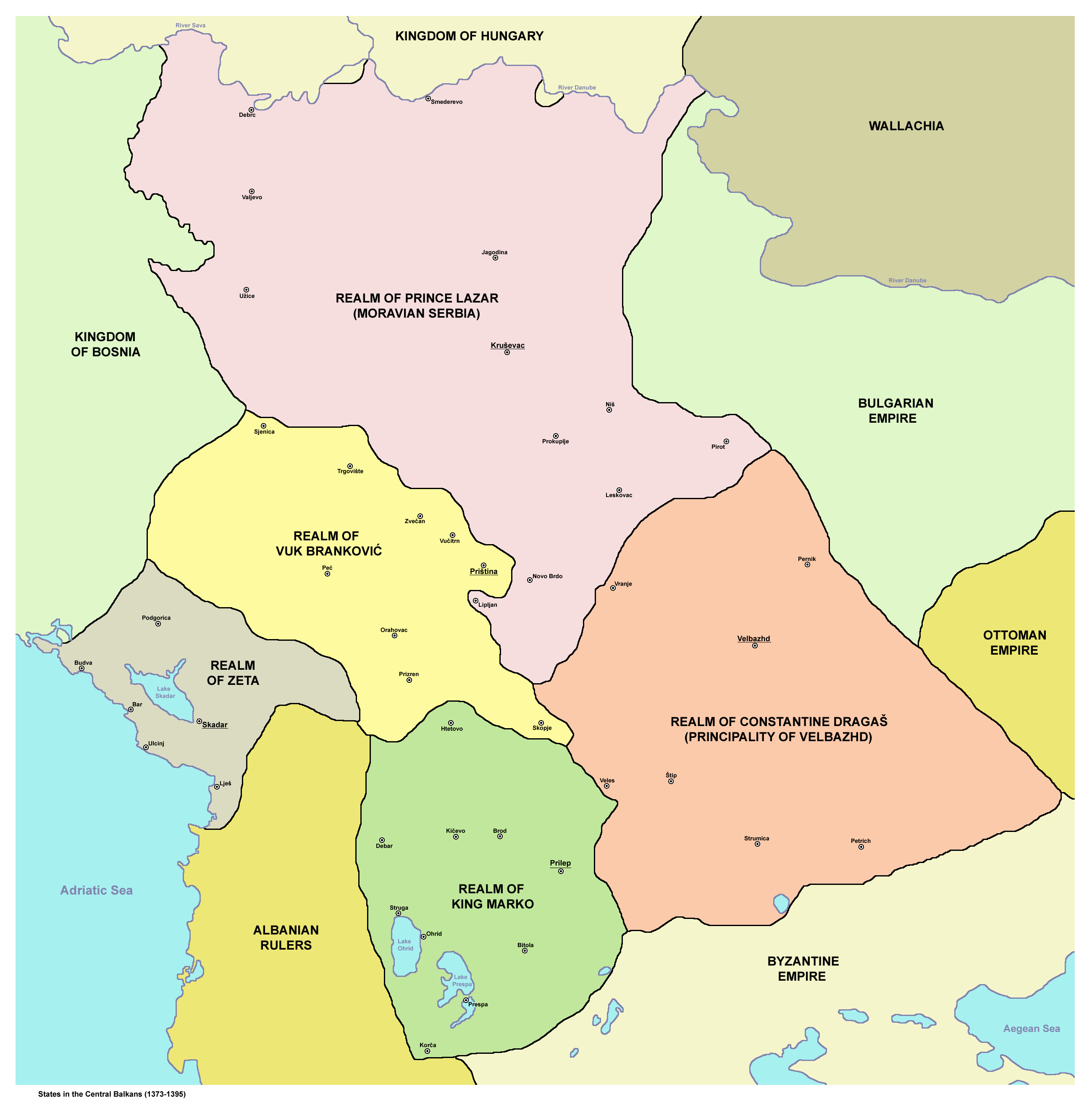
La division de l'Empire serbe (la Bosnie n'était pas dans l'Empire mais en a récupéré des terres).

Dès 1356, le pouvoir réel passe de plus en plus aux joupans locaux qui s'émancipent de la tutelle impériale.
Si le processus se fait progressivement pour Zéta avant même la mort du dernier empereur, des parts du territoire se détachent, notamment le Sud, où se proclame empereur le joupan Siméon, vite confronté à la menace des Ottomans qui ont débarqué en Europe en 1354 et sont en train d'encercler Constantinople.
En 1365, Vukašin Mrnjavčević fait sécession par rapport au pouvoir impérial et instaure son royaume dans les terres du Sud, c'est-à-dire en Macédoine. Cependant, avec la défaite de la Maritza contre les Ottomans, son pouvoir est annihilé, son royaume réduit et vassalisé par les Turcs.
Ainsi, miné par d'autres dissensions internes encore, l'Empire disparaît à la mort de son deuxième et dernier empereur, Stefan Uroš V. Il sera remplacé par plusieurs princes locaux (« despotes », knèzes, joupans, voïvodes et autres archontes) que leurs rivalités transforment en proies faciles pour l'Empire ottoman en pleine expansion.
L'Empire serbe en ruine sous Uroš le Faible a offert peu de résistance aux puissants Ottomans. À la suite de conflits internes et de la décentralisation de l'Empire serbe, les Ottomans ont vaincu les Serbes sous Vukašin à la bataille de Maritsa en 1371, faisant des vassaux des gouverneurs du sud ; peu de temps après, l'empereur mourut. Comme Uroš n'avait pas d'enfant et que la noblesse ne pouvait s'entendre sur un héritier légitime, l'Empire a continué à être gouverné par des seigneurs provinciaux semi-indépendants, qui étaient souvent en querelle les uns avec les autres. Le plus puissant d'entre eux, Lazar Hrebeljanović, un duc de l'actuelle Serbie centrale (qui n'était pas encore passée sous la domination ottomane), s'opposa aux Ottomans lors de la bataille de Kosovo en 1389. Le résultat fut indécis, mais il conduisit à la chute subséquente de la Serbie. Stefan Lazarević, le fils de Lazar, succéda, mais en 1394, il était devenu un vassal ottoman. En 1402, il renonça à la domination ottomane et devint un allié hongrois ; les années suivantes sont caractérisées par une lutte de pouvoir entre les Ottomans et la Hongrie sur le territoire de la Serbie. En 1453, les Ottomans ont conquis Constantinople et en 1458, Athènes a été prise. En 1459, la Serbie est annexée, puis la Morée un an plus tard. Au cours des siècles suivants de domination ottomane, l'héritage de l'ancien État, incarné dans l'Empire serbe, est devenu une partie intégrante de l'identité nationale serbe.
Pour aller plus loin : Fall of the Serbian Empire

## Administration

### Droit
Après avoir achevé la plupart de ses conquêtes, Stefan Dušan s'est consacré à la supervision de l'administration de l'empire. L'un des principaux objectifs était de créer un code juridique écrit, un effort que ses prédécesseurs ne faisaient que commencer. Une assemblée d'évêques, de nobles et de gouverneurs de province fut chargée de créer un code de lois rassemblant les coutumes des pays slaves.
Le code de Dušan a été promulgué dans deux assemblées d'État, la première le 21 mai 1349 à Skopje et la seconde en 1354 à Serres. La loi réglementait toutes les sphères sociales, elle est donc considérée comme une constitution médiévale. Le Code comprenait 201 articles, basés sur le droit romano-byzantin. La transplantation juridique est notable avec les articles 172 et 174 du Code de Dušan, qui réglementaient l'indépendance juridique. Ils sont tirés du code byzantin Basilika (livre VII, 1, 16-17). Le Code a ses racines dans la première constitution serbe - Nomocanon de Saint Sava (serbe : Zakonopravilo) de 1219, promulguée par Saint Sava. Le Nomocanon de Saint-Sava était la compilation du droit civil, basé sur le droit romain et le droit canonique, basé sur les conciles œcuméniques. Son objectif fondamental était d'organiser les fonctions de l'État et de l'Église orthodoxe serbe.
La législation ressemblait au système féodal alors répandu en Europe occidentale, avec une base aristocratique et établissant une large distinction entre la noblesse et la paysannerie. Le monarque avait de larges pouvoirs mais était entouré et conseillé par un conseil permanent de magnats et de prélats. La cour, la chancellerie et l'administration étaient des copies grossières de celles de Constantinople. Le code énumérait la hiérarchie administrative comme suit : « terres, villes, župas et krajištes » ; les župas et les krajištes étaient une seule et même chose, où les župas aux frontières étaient appelées krajištes (frontière). La župa se composait de villages et leur statut, leurs droits et leurs obligations étaient régis par la constitution. La noblesse dirigeante possédait des domaines allodiaux héréditaires, qui étaient exploités par des sebri dépendants, l'équivalent du grec paroikoi : des paysans devant des services de travail, formellement liés par décret. Le titre župan antérieur a été aboli et remplacé par le dérivé du grec kefalija (kephale, « tête, maître »).

### Économie
Le commerce était un autre objet de préoccupation de Dušan. Il donna des ordres stricts pour combattre la piraterie et assurer la sécurité des voyageurs et des marchands étrangers. Les relations traditionnelles avec Venise ont repris, le port de Raguse (Dubrovnik) devenant un important point de transaction. L'exploitation des mines a produit des ressources appréciables.
Les routes romaines est-ouest à travers l'empire transportaient une variété de produits : du vin, des produits manufacturés et des produits de luxe de la côte ; métaux, bétail, bois, laine, peaux et cuir de l'intérieur. Ce développement économique a rendu possible la création de l'Empire. Les routes commerciales importantes étaient l'ancienne Via Militaris romaine, la Via Egnatia, la Via de Zenta et la route de Kopaonik, entre autres. Les marchands ragusains, en particulier, avaient des privilèges commerciaux dans tout le royaume. La sécurité du commerce et des commerçants sur les routes était une préoccupation majeure pour les autorités de l'État.
Srebrenica, Rudnik, Trepča, Novo Brdo, Kopaonik, Majdanpek, Brskovo et Samokov étaient les principaux centres d'extraction de minerais de fer, de cuivre et de plomb, et de placers d'argent et d'or. Les mines d'argent fournissaient une grande partie des revenus royaux et étaient exploitées par des esclaves, gérés par des Saxons. Une colonie de Saxons exploitait les mines de Novo Brdo et faisait du commerce avec les charbonniers locaux. Les mines d'argent traitaient 0,5 million de dollars par an (comparaison de 1919).
La monnaie utilisée s'appelait le dinar ; un nom alternatif était perper, dérivé de l'hyperpyron byzantin. Le dinar d'or était la plus grande unité et la taxe impériale était d'une pièce de dinar par maison et par an.

## Armée
La tactique militaire serbe consistait en des attaques de cavalerie lourde en forme de coin avec des archers à cheval sur les flancs. De nombreux mercenaires étrangers faisaient partie de l'armée serbe, principalement des Allemands comme cavalerie et des Espagnols comme infanterie. L'armée avait également des gardes mercenaires personnels pour l'empereur, principalement des chevaliers allemands. Un noble allemand, Palman, devint le commandant de la « garde alémanique » serbe en 1331 en traversant la Serbie sur le chemin de Jérusalem ; il est devenu le chef de tous les mercenaires de l'armée serbe. La principale force de l'armée serbe était les chevaliers lourdement blindés redoutés pour leur charge féroce et leurs compétences au combat, ainsi que les hussards, des formations de cavalerie légère polyvalentes armées principalement de lances et d'arbalètes, idéales pour le repérage, les raids et les escarmouches.

## Culture

### La religion
Influencé par le clergé, Dušan a montré une extrême sévérité envers le catholicisme romain. Ceux qui adoptaient le rite latin étaient condamnés à travailler dans les mines et ceux qui le propageaient étaient menacés de mort. La papauté s'est inquiétée de cela et du pouvoir croissant de Dušan et a réveillé la vieille rivalité des Hongrois catholiques contre les Serbes orthodoxes. Une fois de plus, Dušan a vaincu ses ennemis dont il a saisi la Bosnie-Herzégovine, qui a marqué l'apogée de l'Empire serbe au Moyen Âge. Cependant la menace la plus sérieuse venait de l'Est, des Turcs. Retranchés sur les rives des Dardanelles, les Turcs étaient les ennemis communs de la chrétienté. C'est contre eux que s'est posée la question d'unir et de diriger toutes les forces dans les Balkans pour sauver l'Europe de l'invasion. L'Empire serbe comprenait déjà la majeure partie de la région, et pour transformer la péninsule en un tout cohérent sous le règne d'un seul maître, il fallait s'emparer de Constantinople pour ajouter à la Serbie ce qui restait de l'Empire byzantin. Dušan avait l'intention de se faire empereur et défenseur du christianisme contre la vague islamique.

### Éducation et arts
L'éducation, à laquelle saint Sava avait donné la première impulsion, progressa remarquablement sous le règne de Dušan. Les écoles et les monastères ont obtenu la faveur royale. Véritables foyers de culture, ils sont devenus des institutions en perpétuant les traditions nationales serbes. Les beaux-arts, influencés par les Italiens, ne sont pas en reste. Monuments architecturaux, fresques et mosaïques témoignent du niveau artistique archivé durant cette période.

## Empereurs
- Stefan Uroš IV Dušan (1346-1355) ;
- Stefan Uroš V (1355-1371).